# Hội chứng sợ ếch

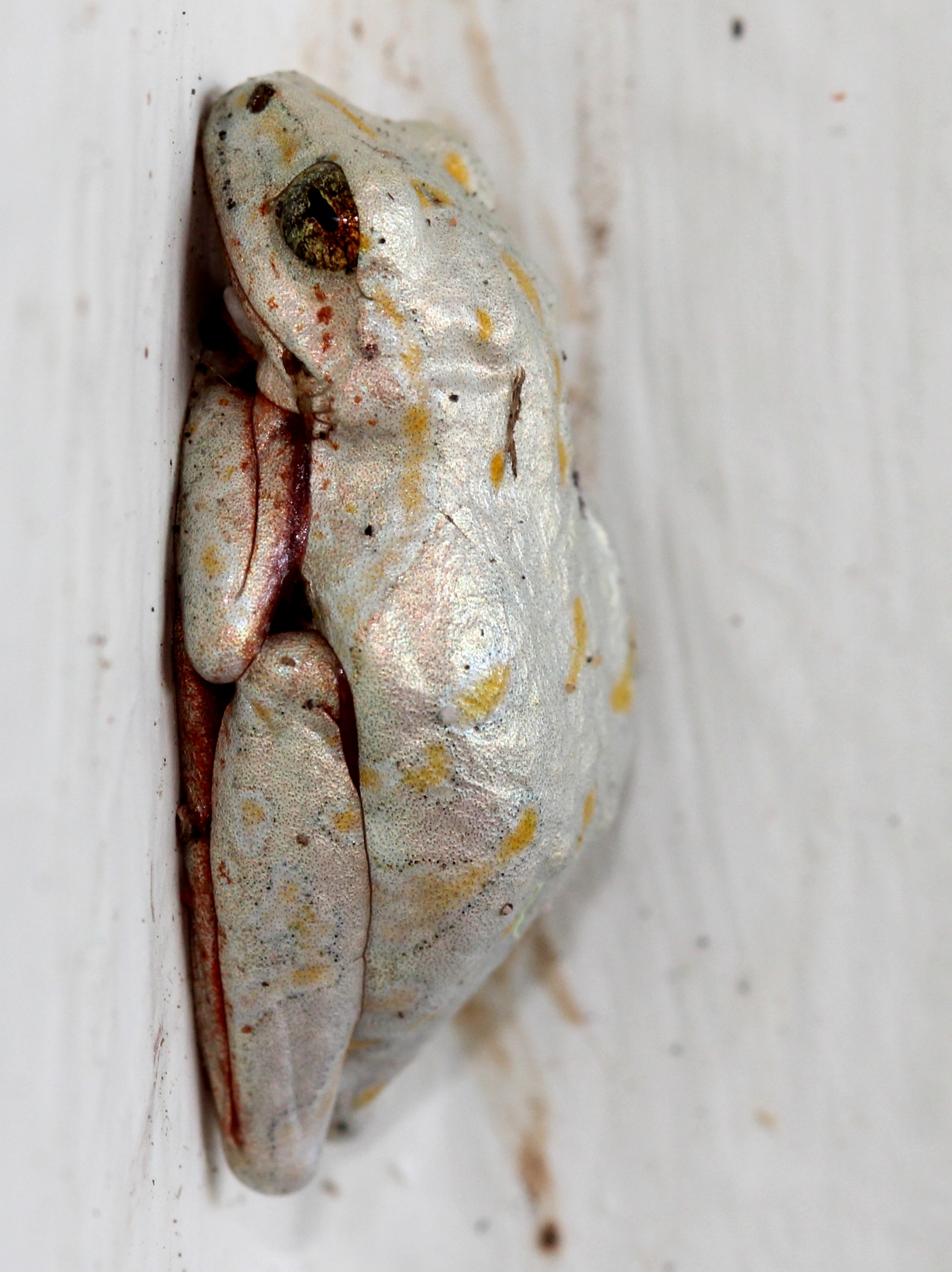
Những con nhái bén gợi nên nỗi kinh hãi tởm lợm

Hội chứng sợ ếch nhái và cóc (tên khoa học: Ranidaphobia, xuất phát từ thuật ngữ Ranidae chỉ về họ ếch nhái phổ biến nhất) là cả một ám ảnh cụ thể của dạng hội chứng sợ động vật với nỗi ghê sợ những con ếch, nhái, cóc, nó được gọi đơn giản là ám ảnh ếch hoặc Ranidaphobia và sự mê tín dị đoan thông thường với các nền văn hóa của nhiều nền văn hóa. Tài liệu chuyên khoa tâm thần sử dụng thuật ngữ đơn giản là "sợ ếch" thay vì bất kỳ thuật ngữ chuyên ngành nào. Thuật ngữ batrachophobia cũng được ghi lại trong từ điển tâm thần năm 1953. 

## Mô tả
Niềm tin phổ biến này là theo một số người, cảnh tượng của một con ếch có thể là một điềm xấu (ếch, cóc chết ở trong nhà là báo hiệu bệnh dịch). Đồng thời, một truyền thuyết đô thị phổ biến nói rằng việc chạm vào ếch và cóc có thể gây ra việc nổi lên một mụn cóc. Một cuộc khảo sát được thực hiện bởi các nhà nghiên cứu từ Sở thú Johannesburg đã chỉ ra rằng trong thời hiện đại, mê tín dị đoan từ thời xưa thì nay đóng một vai trò ít quan trọng hơn, và trẻ em thời hiện đại quan tâm hơn việc liệu ếch có độc hay vô hại.
Ếch nhái còn là nỗi ám ảnh (Phobia) khi ngoại hình và cơ thể của chúng nhìn khá ghê tởm, nhờn nhớp khi chạm phải và hay nhảy lung tung, một biểu hiện sự chống lại ếch thường xảy ra sau khi nhìn thấy ếch chết một cách dữ dội. Một trường hợp lo sợ nghiêm trọng về ếch đã được mô tả trong Tạp chí Trị liệu Hành vi và Tâm thần Thực nghiệm năm 1983: một phụ nữ đã tiến triển một nỗi sợ hãi khủng khiếp đối với ếch sau một sự cố đau thương khi mà máy cắt cỏ chạy qua một nhóm ếch và giết chết chúng.